# Gelis albicinctus
Gelis albicinctus är en stekelart som först beskrevs av Johannes Friedrich Ruthe 1859.  Gelis albicinctus ingår i släktet Gelis och familjen brokparasitsteklar. Inga underarter finns listade i Catalogue of Life.